# Rain (canção de The Beatles)
"Rain" é uma canção da banda britânica The Beatles, escrita por John Lennon e creditada à parceria Lennon/McCartney. A canção foi lançada em 1966 como o lado B do single "Paperback Writer". Ambas foram gravadas durante as sessões do álbum Revolver, mas nenhuma aparece no próprio. "Rain" é classificada muitas vezes como o melhor lado B dos Beatles, especialmente pela presença de um som denso e a inclusão de vozes de dentro para fora, que eram uma indicação do que seria Revolver, publicado dois meses depois.
Segundo Neil Aspinall, roadie dos Beatles, e Lennon, a canção foi inspirada durante um passeio da banda na Austrália, que chovia muito forte. "Rain" tem sua tonalidade em Sol maior, enquanto o refrão possui apenas os acordes Sol e Dó. A canção utilizou-se de uma nova técnica experimental que a banda estava testando, que consistia em modificar a textura sonora da fita para dar o efeito de "ir mais rápido que o normal". Após ser gravada, a canção adquiria uma qualidade tonal radicalmente diferente. Os últimos versos foram gravados usando a técnica do reverso. Tanto Lennon, quanto o engenheiro de áudio, Geoff Emerick, declararam ser o autor da técnica.
Três vídeos promocionais foram feitos para "Rain", estrelado por The Beatles. Esses vídeos, juntamente com outros dos Beatles, fizeram George Harrison dizer durante The Beatles Anthology, "Então, eu suponho, de certa forma, nós inventamos a MTV". A canção permaneceu por sete semanas na Billboard Hot 100. Além disso, ela apareceu na lista das 500 melhores canções de todos os tempos da revista Rolling Stone.

## Gravação
Segundo Neil Aspinall, roadie dos Beatles, e John Lennon, a inspiração de "Rain" remonta ao passeio da banda na Austrália, onde estava chovendo e havia um mau tempo na chegada ao aeroporto de Melbourne. Lennon disse: "Nunca vi uma chuva tão pesada, exceto no Taiti", e depois explicou que "Rain" era "sobre pessoas reclamando sobre a chuva o tempo todo."
A gravação começou em 14 de abril de 1966, na mesma sessão de "Paperback Writer" e concluiu em 16 de abril, com uma série de overdub adicionais para fazer a mesclagem final. Naquela época, os Beatles ficaram entusiasmados com a experimentação que eles usaram no estúdio para alcançar novos sons e efeitos. Esses experimentos foram usados mais tarde em seu sétimo álbum, Revolver. Geoff Emerick, que era o engenheiro de áudio durante as sessões, descreveu uma técnica que usou na canção, que foi para modificar a textura sonora da fita para dar o efeito de "ir mais rápido que o normal". Depois de tocar a fita a velocidade normal, "a canção tinha uma qualidade tonal radicalmente diferente". Uma técnica semelhante foi usada para alterar o tom vocal de Lennon, que foi gravado em um gravador de câmera lenta, de modo que a voz de Lennon seria mais alta quando reproduzida na velocidade normal. O último verso da canção inclui as vozes para o reverso, que foi um dos primeiros usos desta técnica em uma gravação musical. A técnica de voz reversa foi usada nos versos "When the sun shines", "Rain", e "If the rain comes, they run and hide their heads." Tanto Lennon quanto o produtor George Martin alegaram ser autores dessa ideia, Lennon disse:
| “ | Após a sessão de gravação da canção, especialmente desta canção — que terminou entre às quatro e as cinco da manhã— eu fui para casa com uma gravação da fita para ver o que mais poderia ser feito. E eu estava muito cansado, você sabe, sem saber o que estava fazendo, e ocorreu-me colocar a fita no meu próprio gravador e aconteceu que eu a coloquei de forma incorreta, tocando-a ao contrário. E gostei mais dessa maneira. Foi assim que aconteceu." | ” |

Emerick confirmou o acidente criativo de Lennon, mas Martin lembra-se de forma diferente:
| “ | Eu sempre estava brincando com as fitas e pensei que seria divertido fazer algo a mais com a voz de John. Então levantei um pouco o vocal principal das quatro faixas, colocando-o em um outro carretel, a fita correu para ajustar. John não estava lá na época, mas quando voltou se surprendeu com o que ouviu. | ” |

Mais tarde, em 1980, John afirmou:
| “ | Cheguei em casa do estúdio Fui apedrejado fora da minha mente por causa da maconha e, como costumo fazer, ouvi o que eu havia registrado naquele dia. De alguma forma eu consegui por ao contrário e fiquei sentado, paralisado, com os fones de ouvido, com uma grande junção hash. Corri no dia seguinte e disse: "Sei o que fazer com isso, eu sei... Escute isso!' Então eu fiz todos eles tocarem ao contrário. A desvaneça é que eu realmente canto para trás com as guitarras indo para trás. [Cantando para trás] Sharethsmnowthsmeaness... Esse foi o dom de Deus, de Jah, na verdade, o deus da maconha, certo? Então Jah me deu aquilo. | ” |

Independentemente de quem é creditado pela técnica, "a partir desse ponto", escreveu Emerick, "quase todo overdub que fizemos no álbum Revolver teve que ser tentado para trás, bem como para frente."
O single "Paperback Writer"/"Rain" foi o primeiro a ser publicado com o uso de um dispositivo desenvolvido pelo departamento de manutenção da Abbey Road Studios, chamado "ATOC" (por suas siglas em inglês "Automatic Transient Overload Control"). O novo dispositivo permitiu que a gravação fosse ouvida em um volume maior, mais alto do que qualquer outro single lançado até agora. Na mistura final do single, Lennon tocou a guitarra rítmica (Epiphone Casino) e foi o vocalista principal. Paul McCartney tocou o baixo (1964 Rickenbacker 4001S) e foi o vocalista de apoio. George Harrison também foi um vocalista de apoio e tocou a guitarra principal (1962 Gibson Les Paul (SG) Norma). Finalmente, Ringo Starr tocou bateria (Ludwig) e o tamborim.

## Música e letra
"Rain" apresenta uma estrutura musical simples. Definida na tonalidade de G maior, enquanto a mistura final arremessa cerca de um quarto de um semitom abaixo desta, enquanto a faixa de apoio foi gravada em G agudo, começa com o que Alan W. Pollack chama, "uma fanfarra de mega-compassos de ra-ta-tat de caixa solo", seguido de uma introdução de guitarra do primeiro acorde. Os versos têm nove compassos de comprimento e a canção está no tempo 4/4. Cada verso é baseado nos acordes G, C e D (I, IV e V). O refrão contém apenas acordes do parágrafo I e IV, e tem doze compassos de comprimento (a repetição de um padrão de seis compassos). Os dois primeiros são baseados no acorde G. Por sua vez, o terceiro e o quarto compasso são baseado em C. Além disso, o terceiro tem o acorde C no denominado tempo 6/4 (segunda inversão). O quinto e sexto compasso retornam ao acorde G. Pollack diz que o refrão parece mais lento do que o verso, embora esteja no mesmo tempo, uma ilusão alcançada pela "a mudança de ritmo para os primeiros compassos de seu antigo salto para algo mais laborioso e regular." Depois de quatro versos e dois refrões, um pequeno solo de baixo e bateria é tocado, com total silêncio por uma batida. Depois disso, a canção retorna acompanhada do que Pollack chama de "historicamente significativo", as letras invertidas. O musicólogo Walter Everett cita esta seção de encerramento como um exemplo de como os Beatles foram pioneiros da coda em fade-out-fade-in, que foi posteriormente utilizada em "Strawberry Fields Forever", "Helter Skelter" e "Thank You" de Led Zeppelin.
Allan Kozinn descreve a linha de baixo incomum em "Rain":
| “ | O baixo de McCartney, colocado sobre a mistura, é um contraponto engenhoso que o leva todo a escala... No coro, por exemplo, enquanto Lennon e McCartney se harmonizam em quartos em uma melodia com um matiz um pouco do Oriente Médio, McCartney primeiro aponta o caráter zumbido da canção martelando em um alto G (aproximou-se com um slide rápido do F natural logo abaixo), tocando-o constantemente na batida por vinte batidas sucessivas. Na próxima vez que o coro se aproxima, ele toca algo completamente diferente, um padrão de três notas descendente ligeiramente sincopadas que quase parece provocar a queda da chuva. | ” |

## Créditos
Em seguida, a lista dos artistas responsáveis na gravação da canção:
- John Lennon: guitarra base e vocal
- Paul McCartney: vocais de apoio e baixo
- George Harrison: guitarra solo e vocais de apoio
- Ringo Starr: bateria e tamborim

## Lançamento
A canção foi lançada como o lado B de "Paperback Writer" nos Estados Unidos (capitólio 5651) em 30 de maio de 1966, por sua vez, o lançamento no Reino Unido ocorreu em 10 de junho de 1966 (Parlophone R5452). Posteriormente, a canção foi lançada como parte do Record Store Day, além de aparecer nas compilações Hey Jude e Rarities e no CD Past Masters.

## Vídeos promocionais

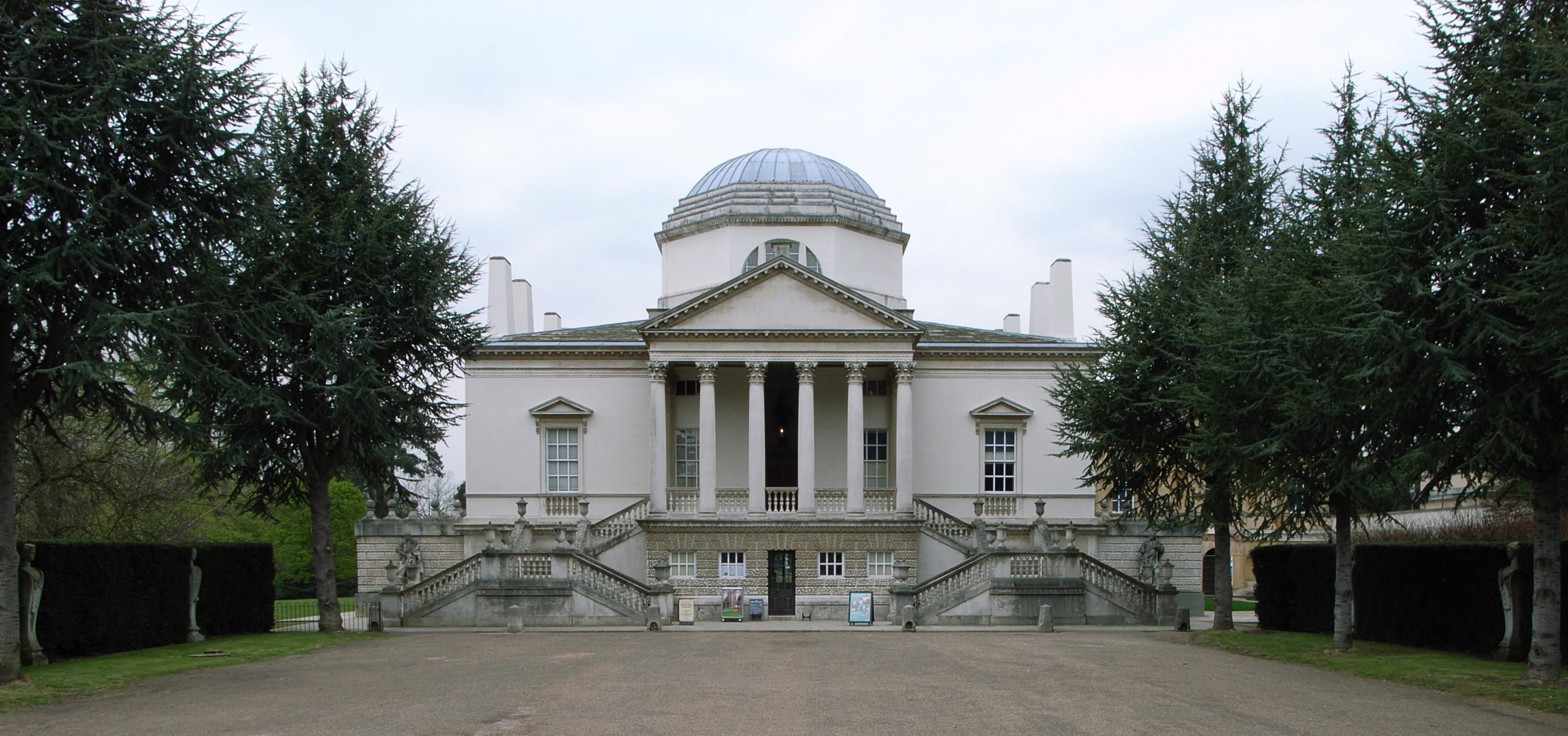
Chiswick House, lugar onde o vídeo promocional foi filmado.

The Beatles filmaram três vídeos promocionais para "Rain", que são considerados precursores dos primeiros videoclipes musicais. Os vídeos foram dirigidos por Michael Lindsay-Hogg, que trabalhou com eles no início da década de 1960 no programa de televisão Ready Steady Go!. O vídeo consiste na banda andando e cantando em um jardim e uma estufa, que foi filmado em 20 de maio de 1966 em Chiswick House, Londres. Os outros dois vídeos consistem na banda que toca em um estúdio de gravação (filmado em 19 de maio de 1966, um em cor para o The Ed Sullivan Show e outro em preto e branco para o Reino Unido). McCartney foi ferido em um acidente de moto em 26 de dezembro de 1965, seis meses antes da filmagem do vídeo promocional, e nas primeiras gravações do filme ele pode ser visto com um ferimento no lábio e um dente quebrado. A forma como McCartney apareceu no vídeo musical da canção desempenhou um papel importante na lenda "Paul está Morto", que se tornou famosa em 1969.
O documentário The Beatles Anthology inclui uma reedição de dois desses três clipes de vídeo, mas com um ritmo mais rápido e com vários cortes que não foram usados nos vídeos originais. Isso cria a impressão de que os vídeos eram tecnicamente mais complexo e rápido, inovador e que foi o caso.

## Recepção
A posição mais alta de "Rain" nos Estados Unidos foi o número 23 no Billboard Hot 100 em 11 de junho de 1966. O single "Paperback Writer" alcançou o número um no Reino Unido (por duas semanas em 23 de junho de 1966). É uma das canções mais aclamadas da banda, aparecendo em diferentes listas das melhores canções, incluindo a lista das 500 melhores canções de todos os tempos da revista Rolling Stone (nº 463). AcclaimedMusic.net, posiciona "Rain" no número 880 na lista das "3000 Melhores Músicas", a melhor canção de The Beatles na lista.
Também foi notável a maneira como Ringo Starr tocou a bateria, dito por ele como seu melhor desempenho. Os críticos também concordam, tanto Ian MacDonald quanto a Rolling Stone disseram que sua bateria foi "excelente." Por sua vez, Richie Unterberger do website Allmusic o elogiou por sua "maneira criativa de tocar bateria."
"Rain" foi regravada várias vezes desde a sua versão como single, incluindo Ibex, Humble Pie e The Allman Brothers Band. Grateful Dead interpretou a canção em várias ocasiões ao longo da década de 1990, muitas vezes como uma repetição. U2 também regravou a canção.

## Posição nas paradas musicais
| Ano  | País           | Parada            | Posição | Semanas Nº 1 | Semanas na parada |
| ---- | -------------- | ----------------- | ------- | ------------ | ----------------- |
| 1966 | Estados Unidos | Billboard Hot 100 | 23      | —            | 7                 |
| 1966 | Estados Unidos | Record World      | 28      | —            |                   |
| 1966 | Estados Unidos | Cash Box          | 31      | —            |                   |

## Bibliografía
- The Beatles (2000). The Beatles Anthology (em inglês). São Francisco: Chronicle Books. ISBN 0-8118-2684-8
- Sheff, David (24 de setembro de 2010). All We Are Saying: The Last Major Interview with John Lennon and Yoko Ono (em inglês) primeira ed. Nova Iorque: St. Martin's Griffin. ASIN B0040ZN98G. ISBN 0-312-25464-4
- Emerick, Geoff; Massey, Howard (2006). Here, There and Everywhere: My Life Recording the Music of the Beatles (em inglês). Nova Iorque: Penguin Books. ISBN 1-592-40179-1
- Harry, Bill (2000). The Beatles — Encyclopedia. Revised and updated (em inglês). Londres: Virgin. 1198 páginas. ISBN 0 7535 0481 2
- Lewisohn, Mark (1988). The Beatles Recording Sessions (em inglês). Nova Iorque: Harmony Books. ISBN 0-517-57066-1
- MacDonald, Ian (2005). Revolution in the Head: The Beatles' Records and the Sixties (em inglês) Second Revised Edition ed. Londres: Pimlico (Rand). ISBN 1-844-13828-3
- Miles, Barry (1997). Paul McCartney: Many Years From Now (em inglês). Nova Iorque: Henry Holt and Company. ISBN 0-8050-5249-6
- Miles, Barry (1998). The Beatles: A Diary (em inglês). Londres: Omnibus Press. ISBN 0-7119-6315-0
- Unterberger, Richie (2006). The Unreleased Beatles: Music & Film (em inglês). [S.l.]: Hal Leonard Corporation. ISBN 0879308923